# Muhotora
Muhotora ist eine von fünf Zellen (Verwaltungseinheiten 4. Ebene) im Sektor Butaro des Distrikts Burera in der Nordprovinz von Ruanda. Sie liegt auf einer Höhe von etwa 2120 m. Nachbarzellen sind im Nordosten Gashanje, im Südosten Murwa, im Süden Ruhanga, im Westen Kabona und im Nordwesten Mubuga. Mitten durch Muhotora verläuft in Nordwest-Südost-Richtung die Nationalstraße 21, die Stand 2022 nicht asphaltiert ist. Auf der Südwestseite der Nationalstraße liegt das Rugezi-Feuchtgebiet, das seit 2005 als Ramsar-Gebiet ausgewiesen ist und von BirdLife International als Important Bird Area gelistet wird.